# Björn Harald

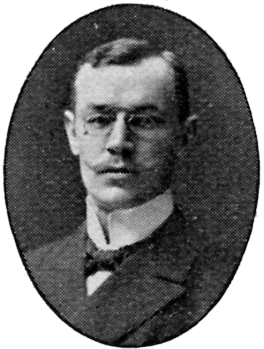
Björn Harald

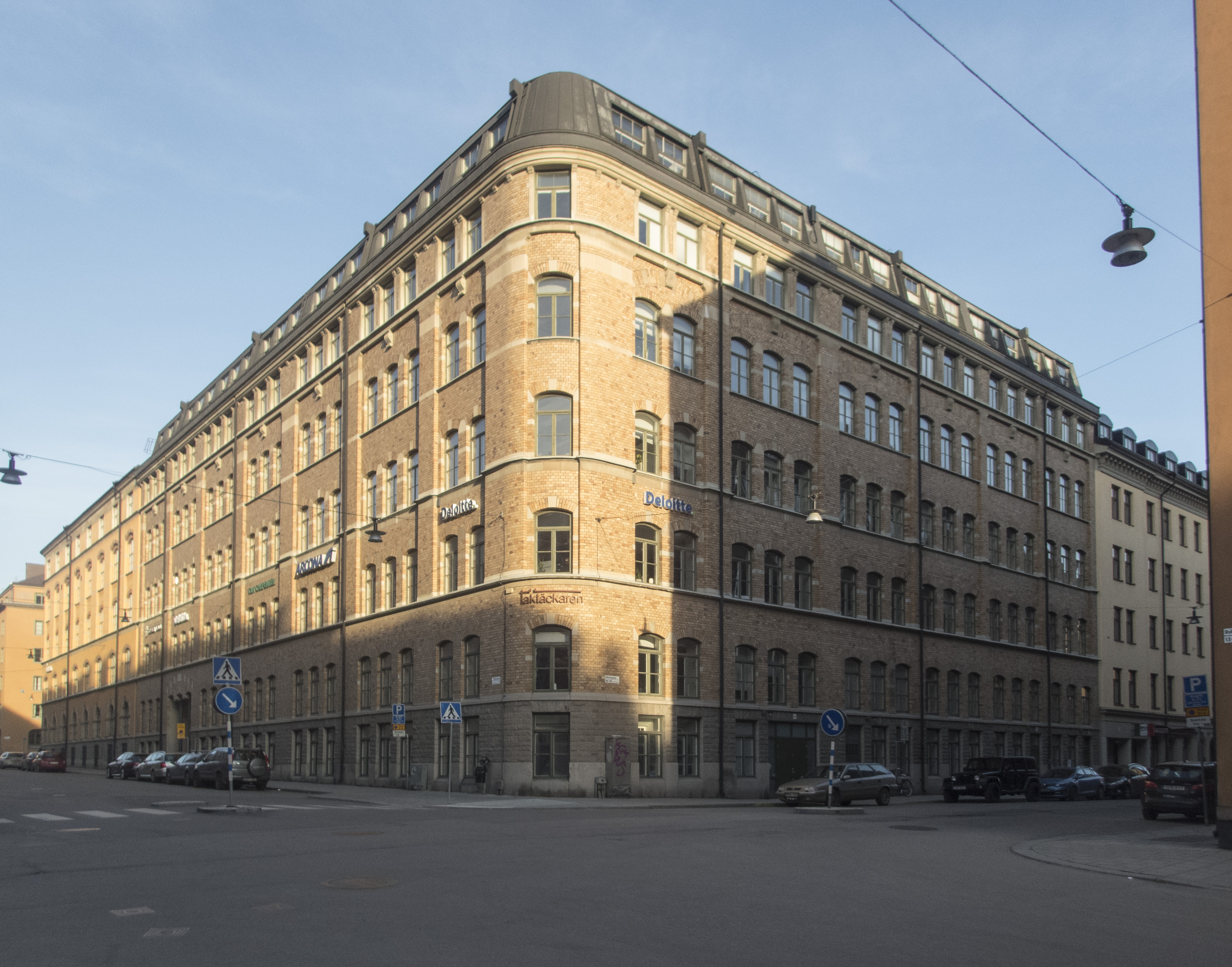
Byggnad vid LM Ericssons fabriker, Tulegatan

Björn Harald, född Svensson 28 maj 1872 i Stockholm, död 21 april 1952 i Göteborg, var en svensk arkitekt, skriftställare, tecknare.
Han var son till notarius publicus i Stockholm Carl Samuel Ferdinand Svensson och Anna Helena Charlotta Åberg och från 1928 gift med Greta Matilda Falk. Efter avlagd arkitektexamen vid Kungliga tekniska högskolan 1896 studerade han vid Konstakademin i tre år och under studieresor till Tyskland, Nederländerna och England. Han öppnade därefter praktik i Stockholm och står där bakom flertalet villor komplex för LM Ericsson och Stockholms Allmänna Telefon AB.
Sedan 1917 var han bosatt i Göteborg och verkade där som konsulterande trädgårdsarkitekt. Som inflyttad Göteborgare hyste han en stor kärlek till staden och i en serie tidningsartiklar illustrerade han staden och blev en talesman för bevarandet av kulturhistoriskt värdefulla byggnader. Ett antal av hans artiklar sammanfördes 1943 till boken Strövtåg i Göteborgs gamla kvarter. Harald är representerad vid Göteborgs historiska museum. 